# Bora Dagtekin
Bora Dağtekin (ur. 27 października 1978 w Hanowerze) – niemiecko-turecki autor i reżyser najczęściej komediowych scenariuszy filmowych i telewizyjnych.

## Życiorys
Bora Dağtekin, którego ojciec jest lekarzem pochodzenia tureckiego a jego matka niemiecką nauczycielką, studiował pisanie scenariuszy na Akademii Filmowej Badenii-Wirtembergii w Ludwigsburgu i ukończył je w 2006 roku pisząc filmową adaptację akcji  dramatu Friedricha Schillera Zbójcy. Stał się znany na całym świecie jako główny autor niemieckiego serialu Turecki dla początkujących (2006), który otrzymał wiele międzynarodowych nagród telewizyjnych i nominacji (między innymi też Rose d'Or). Przedtem Dagtekin już znacząco zaangażował się w scenariusz drugiego sezonu serialu Uczennica produkcji RTL. Wcześniej pomagał też w produkcji opery mydlanej Gute Zeiten, Schlechte Zeiten.
2006 ukazał się jego pierwsza komedia Gdzie jest Fred?, w której główne role grali Til Schweiger i Jürgen Vogel.
2007 Bora Dağtekin napisał odcinek pilotażowy dla Z pamiętnika lekarki, serii, która otrzymała w 2008 roku Niemiecką Nagrodę Telewizyjną i Niemiecką Nagrodę Komediową. W 2008 roku napisał scenariusz dla filmu Jedna jak żaden dla serii filmowej ProSieben Funny Movie. Znany stał się dzięki filmowi Turecki dla początkujących który jednocześnie był jego debiutem reżyserskim. 2013 napisał scenariusz dla filmu Szkolna imprezka, podczas którego reżyserował drugi raz. W 2015 roku napisał też scenariusz dla sequelu Szkolna imprezka 2.

## Filmografia

### Scenariusz
- 2001: Gute Zeiten, schlechte Zeiten
- 2003: Kierowcy Toyot żyją dłużej
- 2004: Dzicy chłopcy
- 2005: Moje najpiękniejsze czasy
- 2005: Season Greetings
- 2004–2005: Uczennica
- 2006: Gdzie jest Fred?
- 2006–2008: Turecki dla początkujących
- 2008: ProSieben Funny Movie: Jedna jak żaden
- 2008–2011: Z pamiętnika lekarki
- 2010: Undercover Love
- 2012: Turecki dla początkujących
- 2013: Szkolna imprezka
- 2015: Szkolna imprezka 2

### Reżyser
- 2012: Turecki dla początkujących
- 2013: Szkolna imprezka
- 2015: Szkolna imprezka 2